# Simitarra de Swinhoe
La simitarra de Swinhoe (Erythrogenys swinhoei) és un ocell de la família dels timàlids (Timaliidae).

## Hàbitat i distribució
Habita boscos tropicals i subtropicals i boscos de muntanya del sud de la Xina.